# Герб Білогір'я
Герб Білогір'я — офіційний символ селища міського типу Білогір'я Хмельницької області затверджений сесією шостого скликання Білогірської селищної ради 2011 року.
Художнє оформлення герба Білогір'я виконав місцевий художник Андрій Ковальський.

## Опис
Щит розтятий лазуровим і червоним. Поверх усього два срібних крила, повернутих у протилежні боки і облямованих зверху лазуровим, з'єднані знизу лазуровою краплею зі срібною облямівкою, супроводжувані зверху золотим усміхненим сонцем з шістнадцятьма такими ж променями, а знизу – срібним костелом. Все супроводжується знизу двома золотими протиставленими колосками, покладеними дугоподібно. Поверх усього три золотих восьмикутних гранованих зірки, 2 і 1, з довгими і короткими променями змінно. Щит облямований декоративним картушем і увінчаний срібною міською короною.

## Символіка
Фоном всієї композиції став геральдичний бароковий щит. Таке рішення є традиційним для багатьох символів українських міст. В його центрі розміщений найдавніший символ культурної спадщини Білогір’я, що зберігся до наших днів, - костел. Золоте сонце вгорі, що стало символом усієї Хмельниччини, є таким, власне, і для сонячного Білогір’я. Крила з краплею води символізують білі крейдяні гори і головне багатство Білогірщини - чисту, джерельну воду. Про багату культуру громади яскраво промовляють золоті зірки, а колосся – символ щедрого хліборобського краю. Вгорі герба викарбувано 1441 рік – це рік першої згадки в історичних документах про Білогірське поселення.

## Історія

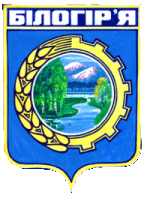
Попередній варіант герба

Стародавний герб містечка Ляхівців (сучасного Білогір'я) відомий з відбитків магістратської печатки, датованих 1787 - 1791 рр. (ЛНБ ім. В.Стефаника. - Відділ рукописів. - Ф. 103. - Оп. 2. - Спр. 105, 106, 109, 458, 461). Він являв собою видозмінений варіант великого родового герба тогочасних власників містечка - князів Яблоновських: щит чотиричастинний; у першій частині - герб "Прус ІІІ" (на розколеному червоно-блакитному тлі - срібні лезо коси і половина підкови, увінчані п'ятипроменевим хрестом); у другій частині - герб "Прус І" (на червоному тлі - срібний п'ятипроменевий хрест); у третій частині - герб "Коси" (на червоному тлі - два срібні леза коси, зв'язані золотим мотузком); у четвертій частині - герб "Злотоґолєнчик" (на блакитному тлі - зігнута в коліні нога в золотому панцері). Щит герба на печатці оточено військовою арматурою і обрамлено мантією, увінчаною князівською короною; над щитом, по півколу, - напис польською мовою: "PIECZĘĆ MAGDEBURYI URZĘDU LACHOWIECKIEGO" ("печатка маґдебурґії уряду ляховецького"). Після 1793 р. (другого поділу Речі Посполитої) згадана печатка вийшла з офіційного вжитку.